# Batalha de Filipos
A Batalha de Filipos foi a batalha final da Guerra Civil dos Libertadores, travada entre as forças de Marco Antônio e Augusto, do Segundo Triunvirato, e as forças dos assassinos de Júlio César, conhecidos como "liberatores", liderados por Marco Júnio Bruto e Caio Cássio Longino, em 42 a.C. em Filipos, na Macedônia romana. Os triúnviros declaram que esta guerra tinha por objetivo vingar a morte de Júlio César, em 44 a.C., mas a causa subjacente foi o já extenso conflito entre a facção conservadora do Senado Romano, chamada de optimates, e a facção popular, conhecida como populares.
A batalha foi travada em dois combates distintos na planície a oeste da antiga cidade de Filipos. O primeiro ocorreu na primeira semana de outubro; Bruto enfrentou Otaviano enquanto as forças de Marco Antônio lutaram contra as de Cássio. A princípio, Bruto conseguiu forçar o recuo de Otaviano e chegou a invadir seu acampamento. Porém, mais ao sul, Cássio foi derrotado por Antônio e se matou depois de ouvir notícias (falsas) de que Bruto também havia perdido. Bruto conseguiu reorganizar o exército de Cássio e os dois lados ordenaram um recuo para seus respectivos acampamentos com os espólios conquistados; o resultado foi, com a exceção do suicídio de Cássio, essencialmente um empate. Um segundo combate, em 23 de outubro, resultou na destruição completa do exército de Bruto, que também se matou. A partir daí, a República Romana passou para as mãos do Segundo Triunvirato, formado pelos principais herdeiros de Júlio César.

## Contexto
Depois da morte de César, Bruto e Cássio fugiram da Itália e assumiram o comando das províncias orientais (da Grécia até a Síria) e também conseguiram a aliança de todos os reis clientes da região. Em Roma, os três principais líderes cesarianos (Marco Antônio, Otaviano e Lépido), que controlavam quase todo o exército romano no ocidente, esmagaram a oposição no Senado e, depois de um rápido conflito entre eles, estabeleceram o Segundo Triunvirato. Uma das primeiras missões do grupo foi destruir os liberatores, não apenas para assegurarem o comando de todo o mundo romano, mas também para vingar a morte de Júlio César.
Os triúnviros decidiram que Lépido permaneceria na Itália enquanto os outros dois membros seguiriam para o norte da Grécia com os melhores exércitos a disposição dos três, um total de 28 legiões. Eles atravessaram o Adriático e enviaram a frente uma vanguarda de oito legiões comandada Caio Norbano Flaco e Lúcio Decídio Saxa pela via Egnácia com a missão de encontrar o exército dos liberatores. Norbano e Saxa passaram pela cidade de Filipos, na Macedônia oriental, e assumiram uma forte posição defensiva em um estreito passo de montanha. Antônio vinha logo atrás enquanto Otaviano esperou em Dirráquio por problemas de saúde (um problema que o acompanhou por toda a campanha). Embora os triúnviros terem conseguido atravessar com seu principal exército, a comunicação com a Itália foi tremendamente dificultada pela chegada do almirante republicano Cneu Domício Enobarbo com uma grande frota de 130 navios.
Os liberatores não queriam travar uma batalha decisiva e preferiram manter uma boa posição defensiva para aproveitarem ao máximo sua superioridade naval, o que lhes permitiria bloquear as linhas de suprimento dos triúnviros. Eles passaram os meses anteriores saqueando as cidades gregas, garantindo recursos para suas forças e negando-os para os triúnviros, e se juntaram na Trácia com as legiões das províncias orientais e as tropas enviadas pelos aliados. Com forças superiores, os liberatores conseguiram cercar Norbano e Saxa, que tiveram que abandonar sua posição e recuaram para o oeste de Filipos, o que permitiu que Bruto e Cássio se posicionassem em terreno elevado de ambos os lados da via Egnácia, a cerca de 3,5 quilômetros a oeste de Filipos. O acampamento sul estava encostado num pântano supostamente impenetrável e o norte, em colinas impenetráveis. Os liberatores tiveram tempo suficiente para fortificar suas posições com uma murada e um fosso. Bruto comandava o acampamento norte e Cássio, o outro. Antônio chegou logo depois e posicionou seu acampamento de frente para o de Cássio e Otaviano se preparou para enfrentar Bruto.

## Forças
O exército dos triúnviros incluía dezenove legiões (as demais ficaram para trás para guardar a retaguarda). As fontes relataram especificamente o nome de apenas uma, a IV Macedonica, mas entre as presentes estavam a III, VI, VII, VIII, X Equestris, XII Fulminata, XXVI, XXVIII, XXIX e XXX, uma vez que veteranos de todas elas receberam terras para se assentarem depois da batalha. Apiano relata que as legiões dos triúnviros estavam quase completas. Além disto, os triúnviros contavam ainda com uma grande cavalaria aliada, 13 000 cavaleiros com Otaviano e 20 000 com Antônio.
O exército dos liberatores incluía dezessete legiões (oito com Bruto, nove com Cássio e outras duas com a frota). Apenas duas delas estavam com força total, mas o exército como um todo contava com reforços recém-recrutados pelos reinos aliados no oriente. Apiano relata que os liberatores conseguiram juntar cerca de 80 000 homens na infantaria. A cavalaria incluía 17 000 cavaleiros, incluindo 5 000 arqueiros montados no estilo oriental. Este exército incluía as antigas legiões cesarianas no oriente (provavelmente a XXVII, XXXI, XXXIII, XXXVI e XXXVII). Apesar de a grande maioria dos legionários serem veteranos cesarianos, pelo menos uma legião, a XXXVI, era formada por pompeianos re-alistados depois da Batalha de Farsalos. A lealdade dos soldados que tinham como missão lutar contra o herdeiro de César era questionável e um assunto delicado para os líderes dos liberatores, especialmente por que, na época, Otaviano era chamado apenas de "Caio Júlio César". Cássio tentou de todas as formas realçar a lealdade dos soldados tanto com fortes discursos, mas também com uma recompensa de 1 500 denários para cada legionário e 7 500 para cada centurião.
Embora as fontes antigas não relatem o número total de envolvidos nos dois exércitos, fica claro que ambos tinham força similar. Historiadores modernos citam cerca de 100 000 legionários de cada lado.

Movimentos dos exércitos antes da batalha.

## Primeira Batalha de Filipos
Antônio tentou forçar o combate diversas vezes, mas os liberatores não demonstravam nenhum interesse em deixar sua posição defensiva. Porém, Antônio tentou cercar secretamente a posição dos liberatores passando pelos pântanos pelo sul. Com grande esforço, ele conseguiu atravessar usando uma passarela improvisada. Esta manobra acabou sendo finalmente notada por Cássio, que a conteve movendo parte de seu exército para o sul, invadindo o pântano e construindo uma muralha tranversal numa tentativa e cortar o flanco direito mais esticado de Antônio. Este movimento acabou levando a um combate em 3 de outubro de 42 a.C..

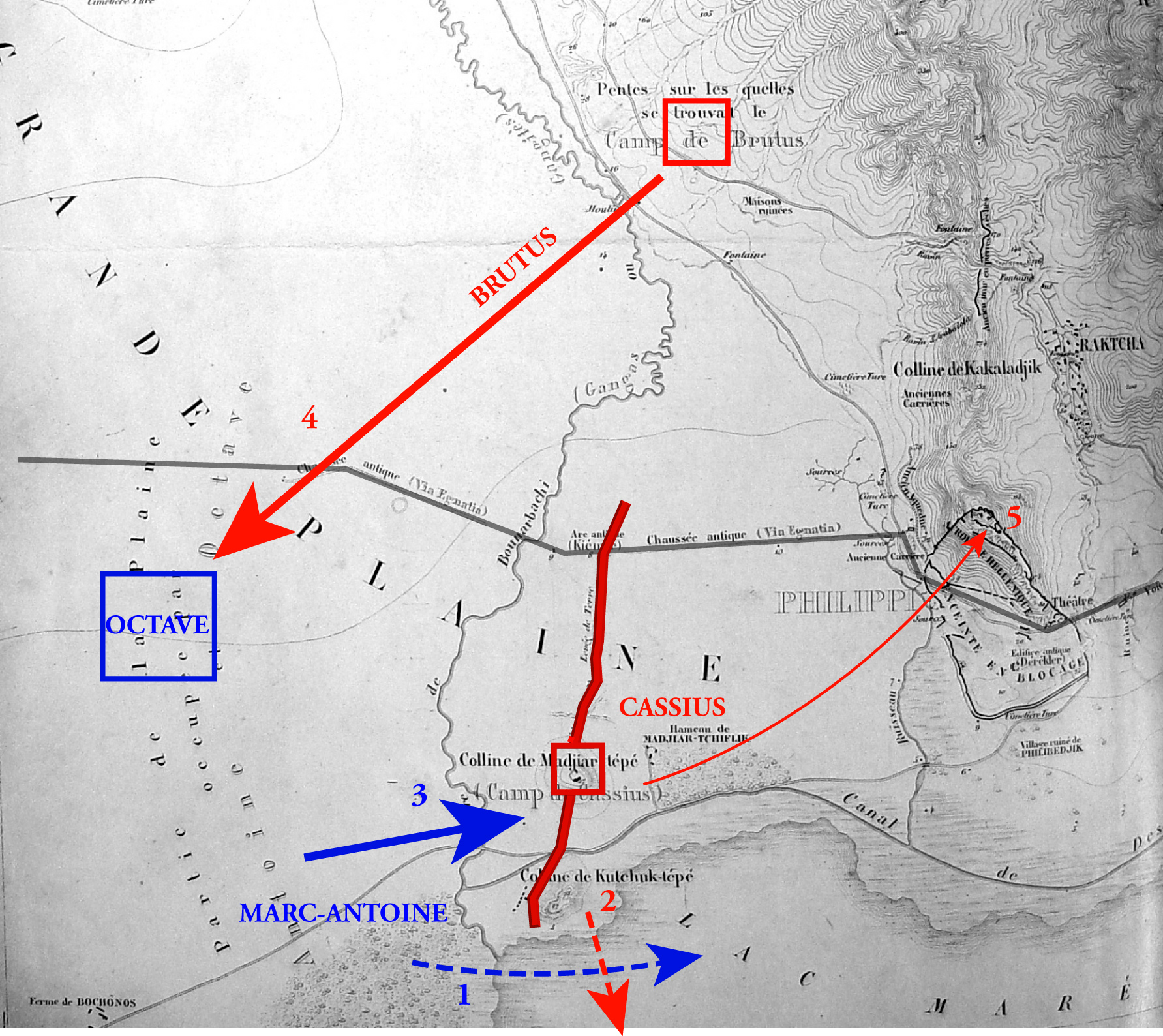
Primeira Batalha de Filipos

Antônio ordenou uma carga contra Cássio com o objetivo de tomar as fortificações entre o acampamento dele e o pântano. Ao mesmo tempo, os soldados de Bruto, provocados pelo exército do triúnviro, correram para atacar o exército de Otaviano sem esperar pela ordem de ataque. Este ataque surpresa, contudo, foi um sucesso: as tropas de Otaviano fugiram e foram perseguidas até o seu próprio acampamento, que foi capturado pelos soldados de Bruto liderados por Marco Valério Messala Corvino. Três dos estandartes de Otaviano foram tomados, uma vergonha que significava geralmente o debandamento de uma legião. O próprio Otaviano, porém, não estava em sua tenda: segundo os historiadores, ele teria sido avisado num sonho para tomar cuidado com aquele dia, um episódio que ele próprio contou em suas memórias. Plínio, o Velho, contudo, informa que ele se escondeu no pântano.
Porém, do outro lado da via Egnácia, Antônio conseguiu tomar as fortificações de Cássio, demolindo a paliçada e aterrando o fosso. Em seguida, ele tomou com facilidade o acampamento de Cássio, que estava sendo defendido por uma pequena guarnição. Aparentemente uma parte do exército de Cássio havia avançado para o sul e, quando tentou voltar, foi facilmente repelida pelos homens de Antônio.
A batalha havia terminado num empate. Cássio havia perdido 9 000 e Otaviano, 18 000 homens. Porém, o campo de batalha era enorme e nuvens de poeira praticamente impossibilitavam a identificação correta do resultado da batalha. Por conta disto, nenhum dos dois lados sabia o que havia acontecido do outro. Cássio seguiu para o topo de uma colina, mas não conseguiu perceber o que estava acontecendo do lado de Bruto. Acreditando que ele teria sido completamente derrotado, ele ordenou que Píndaro, um liberto, o matasse. Bruto sentiu a perda do amigo, a quem chamou de "o último dos romanos". Porém, ele evitou um funeral público, temendo que isso provocasse uma reação negativa no moral de suas tropas.
Outras fontes creditam à ganância das tropas de Bruto a derrota em 3 de outubro. O saque prematuro e vontade exagerada de coletar os tesouros do acampamento inimigo permitiram que as forças de Otaviano reformassem sua linha, evitando a derrota completa.

## Segunda Batalha de Filipos
No mesmo dia da Primeira Batalha de Filipos, a frota republicana interceptou e destruiu os reforços dos triúnviros liderados por Cneu Domício Calvino: duas legiões e outras tropas, além de suprimentos. Por causa disto, a posição de Antônio e Otaviano se tornou crítica, uma vez que eles já haviam esgotado a capacidade da Macedônia e a Tessália não podia sustentar seu exército por muito mais tempo. Bruto, por outro lado, podia facilmente receber suprimentos pelo mar. Os triúnviros tiveram que enviar uma legião para sul, até a Acaia, para tentar obter mais recursos. O moral das tropas foi reforçado pela promessa de mais 5 000 denários para cada legionário e 25 000 para cada centurião.
Do outro lado, porém, os liberatores se viram privados de seu melhor estrategista com o suicídio de Cássio. Bruto tinha menos experiência e, pior, não comandava das tropas o mesmo respeito que seu finado aliado, mesmo depois de oferecer outra recompensa de 1 000 denários para cada legionário.
Nas três semanas seguintes, Antônio avançou lentamente suas tropas para o sul do exército de Bruto, fortificando uma colina perto do antigo acampamento de Cássio, que foi deixado sem guarda por Bruto.

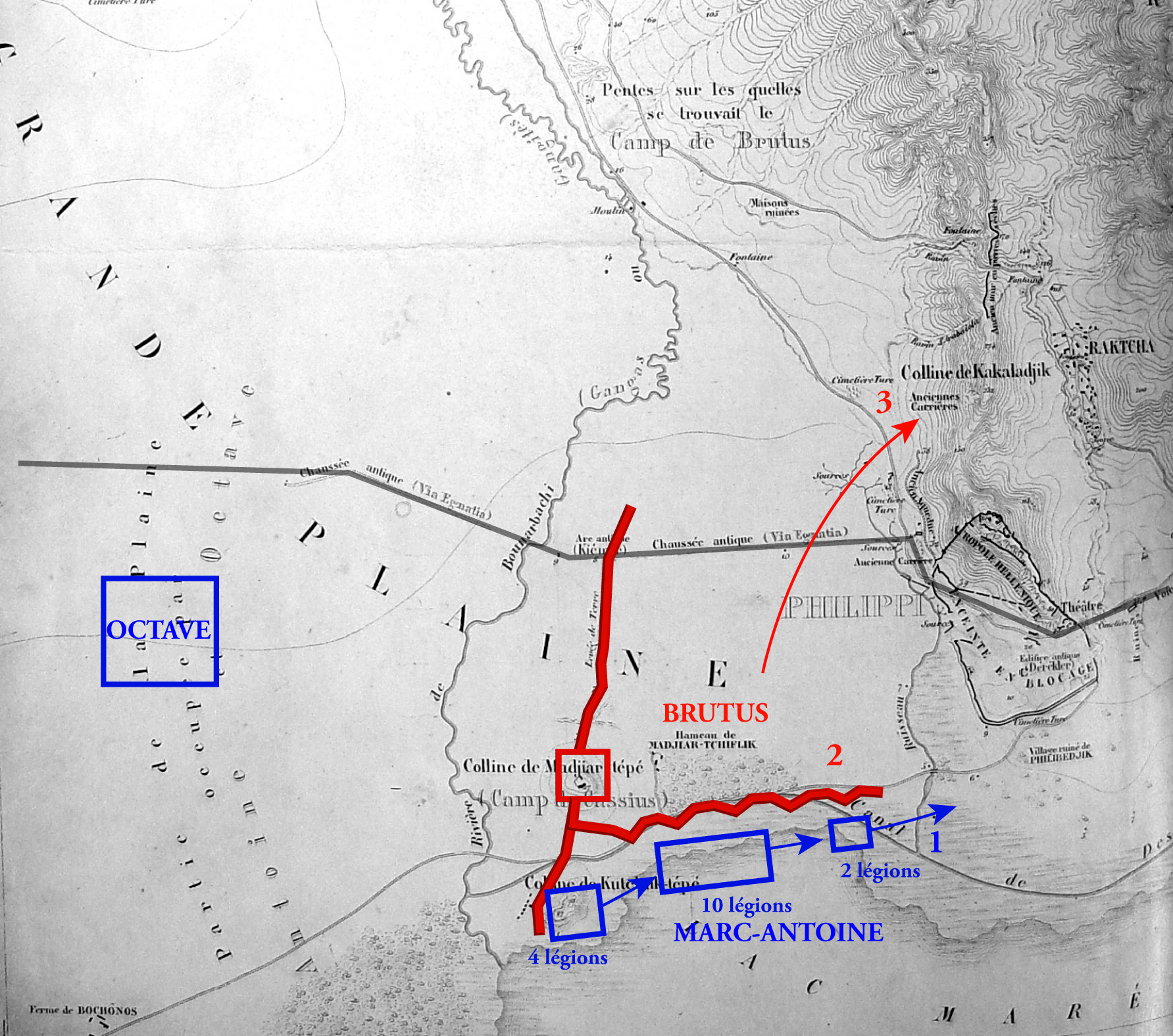
Segunda Batalha de Filipos

Para evitar ser cercado, Bruto foi obrigado a estender sua linha para o sul e, depois, para o leste, paralelo à via Egnácia, construindo diversos pontos fortificados. Ainda em posição defensiva mais elevada, ele queria manter o plano original de evitar uma batalha campal enquanto esperava que a superioridade naval desgastasse o inimigo. A análise tradicional é que Bruto, contra seu melhor julgamento, abandonou depois sua estratégia por que seus oficiais e soldados estavam cansados de sua tática fabiana e queriam lutar. Bruto e seus oficiais podem ter temido que seus soldados desertassem para inimigo se eles demonstrassem ter perdido a iniciativa. Plutarco também relatou que Bruto não recebeu notícias da derrota de Domício Calvino no mar Jônico. Por isso, quando alguns dos aliados e mercenários orientais começaram a desertar em 23 de outubro, Bruto foi forçado a atacar. Como ele próprio teria dito, "Pareço levar adiante uma guerra como Pompeu, o Grande, agora não tanto comandando, mas comandado". Porém, a realidade é que Bruto não tinha opção além de lutar, pois toda sua posição estava naquele momento perigava ficar isolada e se tornar insuportável. Se aos triúnviros fosse permitido continuar esticando suas linhas livremente para o leste, elas acabariam cortando sua rota de suprimentos até Neápolis e o pressionariam contra as montanhas. Se isso acontecesse, a situação se inverteria: Bruto ou seria subjugado pela fome ou seria forçado a recuar levando todo o seu exército pela perigosa trilha que ele havia seguido para chegar a Filipos.
A batalha resultou num combate corpo-a-corpo entre dois exércitos de veteranos bem treinados. Projéteis como flechas e dardos foram praticamente ignorados e, ao invés deles, os soldados se agruparam em sólidos grupos que se atacavam com espadas. O massacre foi terrível de ambos os lados.
Segundo Dião Cássio, os dois lados tinham pouca necessidade de projéteis "pois eles não utilizaram as manobras e táticas usuais de batalha", mas imediatamente seguiram para o combate corpo-a-corpo "buscando romper a formação um do outro". No relato de Plutarco, Bruto tinha a vantagem no lado ocidental de sua linha e pressionou fortemente a ala esquerda dos triúnviros, que cedeu e recuou, sendo fustigada pela cavalaria republicana que buscava explorar a vantagem. Mas ala oriental da linha de Bruto, em desvantagem numérica, se esticou para evitar ser cercada deixando centro muito raso, incapaz de resistir à carga inicial dos triúnviros. Depois de atravessarem a linha de Bruto por ali, os triúnviros viraram seu exército para a esquerda para atacar Bruto pelo flanco e pela retaguarda. Apiano conta que as legiões dos triúnviros empurraram as linhas inimigas "como se estivessem rolando uma máquina muito pesada". As legiões de Bruto foram sendo empurradas passo por passo, vagarosamente a princípio, mas, conforme suas formações foram cedendo sob pressão, mais rapidamente. A segunda e a terceira linhas de reserva na retaguarda não conseguiram manter o passo com o recuo e as três linhas se embaralharam. Os homens de Otaviano conseguiram capturar os portões do acampamento de Bruto antes que o exército derrotado pudesse chegar até lá e, por isso, o Bruto não conseguiu reorganizar suas forças: a vitória dos triúnviros foi completa. Bruto ainda conseguiu fugir para as colinas vizinhas com o equivalente a 4 legiões, mas, percebendo que a rendição e a captura eram inevitáveis, se matou.
O total de baixas da Segunda Batalha de Filipos não foi relatado, mas o combate corpo-a-corpo provavelmente resultou em pesadas perdas para ambos os lados.

## Eventos posteriores
Plutarco conta que Antônio cobriu o corpo de Bruto com uma veste púrpura em sinal de respeito. Embora eles jamais tenham sido amigos, ele lembrou que Bruto havia estipulado, como condição para se juntar ao complô para assassinar César, que a vida dele fosse poupada. Porém, muitos outros jovens aristocratas romanos perderam a vida em combate ou se mataram depois da derrota, incluindo o grande orador Hortênsio, Marco Pórcio Catão, filho de Catão, o Jovem, e Marco Lívio Druso Claudiano (o pai de Lívia Drusila, a futura esposa de Otaviano). Alguns dos nobres que conseguiram escapar negociaram uma rendição a Antônio e passaram a servi-lo (entre eles Lúcio Calpúrnio Bíbulo e Marco Valério Messala Corvino). Aparentemente, os nobres não queriam enfrentar o jovem e impiedoso Otaviano.
Os sobreviventes do exército dos liberatores foi reunido e cerca de 14 000 foram absorvidos pelo exército dos triúnviros. Os veteranos mais velhos foram dispensados e enviados para a Itália, mas muitos deles permaneceram em Filipos, que se tornou um colônia romana ("Colonia Victrix Philippensium").  
Antônio permaneceu no oriente e Otaviano retornou para a Itália, onde enfrentou o problema de encontrar terras para assentar um grande número de veteranos. Apesar de Sexto Pompeu ainda estar no controle da Sicília romana (Revolta Siciliana) e Cneu Domício Enobarbo ainda estar no controle da frota republicana, a resistência ao Segundo Triunvirato foi definitivamente esmagada em Filipos.
A Batalha de Filipos foi o ponto mais alto da carreira de Marco Antônio, que era, na época, o mais famoso general romano e o membro mais sênior do Segundo Triunvirato.

## Citações
Plutarco conta um famoso episódio no qual Bruto teria tido uma visão poucos meses antes da batalha. Uma noite ele teria visto uma gigantesca forma sombria; quando ele perguntou de onde ela vinha, ela respondeu que vinha "do teu mau espírito, Bruto. Vê-lo-ei em Filipos". Ele teria novamente visto a forma na noite anterior à batalha. Este episódio é um dos mais famosos na peça de Shakespeare "Júlio César".
Plutarco também relata as últimas palavras Bruto, uma citação de uma tragédia grega: "Ó desgraçada Virtude, não passas de um nome, mas ainda assim eu te adorei como se fostes real de fato; mas agora, aparentemente, não passas de uma escrava do Destino". 
Augusto (Otaviano), descreveu a Batalha de Filipos: "Eu exilei os assassinos de meu pai, puni-os por seus crimes através dos tribunais; depois, quando eles declararam guerra à República, eu os derrotei duas vezes em batalha".